# 武媚娘
武媚娘是隋、唐时歌曲名。《乐府诗集》载《舞媚娘三首》，为陈后主所作。《舞媚娘》《大舞媚娘》，并羽调曲。隋开皇（581年至600年）末年，太子杨勇举办宴席。左庶子唐令则自请演奏琵琶，又歌《武媚娘》之曲。因此被太子洗马李纲指责，同时李纲认为是此曲是“淫声”。
女皇帝武曌，初为唐太宗才人时，由太宗赐号武媚。其后，武氏又成为唐高宗的昭仪。永徽年间（650年至655年），天下的百姓歌《武媚娘》，不久武昭仪被立为皇后。
史书对武曌的原名没有记载，后世的文艺作品中多以武媚娘为其原名。但中国古代社会中一直有避讳的传统，对长者或尊者直呼其名是一种不敬的行为。如武媚娘曾是武曌的原名，迦叶志忠在给其子中宗的上表中，则不应直接提及“武媚娘”。

## 《舞媚娘三首》全文
舞媚娘三首 陈后主
楼上多娇艳，当窗并三五。争弄游春陌，相邀开绣户。
转态结红裙，含娇拾翠羽。留宾乍拂弦，托意时移柱。
淇水变新台，春炉当夏开。玉面含羞出，金鞍排夜来。
春日多风光，寻观向市傍。转身移佩响，牵袖起衣香。